# 長谷川勝彦 (俳優)
長谷川 勝彦（はせがわ かつひこ、1977年9月2日 - ）は、日本の俳優。埼玉県出身。身長180cm。血液型はO型。ダブルフォックスに所属していた。

## 出演作品

### 映画
- 純愛譜（2000年）

### テレビドラマ
- 銀狼怪奇ファイル 第3話「突然人体が炎上!? エリート野球部連続怪死の謎を追え!」・第4話「人体発火・完結編 憎しみが炎に変わる! 野球部に消えた純愛」（1996年） - 前園 役
- パートタイマー刑事 月形兄妹の事件簿1 みちのく殺意の帰郷（1998年）
- ウルトラマンガイア（1998年 - 1999年） - チームライトニング・北田靖隊員 役
- らぶ・ちゃっと 第13話「MIDNIGHT RUN」（2000年） - 智也 役
- 相棒 Season 7 第15話「密愛」（2009年） - 宇佐美悦子の恋人 役

### バラエティ
- 商品降臨（1996年 - 2011年）
- NHKスペシャル 古代史ミステリー「"御柱"〜最後の"縄文王国"の謎〜」（2016年） - 語り

### オリジナルビデオ
- ウルトラマンガイア ガイアよ再び（2001年） - チームライトニング・北田靖隊員

### 舞台
- 愛しのジュリエット
- BOYS BE…ALIVE

### CM
- アサヒビール・アサヒ本生
- アスキー・ダービースタリオン・元彼編
- NTT卒業編（1995年）※デビュー作[2]
- 大塚製薬・野菜の戦士
- キクチメガネ・知らず知らずの愛編
- コナカ
- 東京ディズニーランド
- 永谷園・ささっとスープ
- 日本コカ・コーラ
- 不二製油・ペプチド
- POND'S・ダブルホワイト
- マクドナルド
  - マックシェイク半額編PART2（2000年）
  - マックシェイク僕のほっぺ編
- ラグビー編

### VP
- ゼクシィ

### スチール
- 学生援護会・an
- 不二製油・プチペド